# Ганджаловка
Ганджаловка (укр. Ґанджалівка; до 2025 года — Ганжаловка) — село в Звенигородском районе Черкасской области Украины.
Население по переписи 2001 года составляло 226 человек. Почтовый индекс — 19325. Телефонный код — 4749.

## Местный совет
19325, Черкасская обл., Звенигородский р-н, с. Смельчинцы